# David Carmichael Monro
David Carmichael Monro, britanski general, * 19. maj 1886, Luzern, Švica, † 6. december 1960, Roehampton, London, Anglija.